# Syneches fratellus
Syneches fratellus är en tvåvingeart som beskrevs av Enrico Adelelmo Brunetti 1913. Syneches fratellus ingår i släktet Syneches och familjen puckeldansflugor. Inga underarter finns listade i Catalogue of Life.